# Leah Wilkinson
Leah Wilkinson (Burton-on-Trent, 3 de dezembro de 1986) é uma jogadora de hóquei sobre a grama britânica, medalhista olímpica.

## Carreira
Wilkinson integrou a Seleção Britânica de Hóquei sobre a grama feminino nos Jogos Olímpicos de Verão de 2020 em Tóquio, quando conquistou a medalha de bronze após derrotar a equipe indiana na disputa pelo pódio por 4–3.